# Милевци (Болгария)
Милевци (болг. Милевци) — село в Болгарии. Находится в Габровской области, входит в общину Трявна. Население составляет 10 человек.